# Jan van Nassau (elect)
Jan van Nassau († Deventer, 13 juli 1309), Duits: Johann von Nassau, was een geestelijke uit het huis Nassau. Hij was van 1267 tot 1290 als Jan I elect van het Sticht Utrecht. Tijdens zijn bewind nam de invloed van het graafschap Holland in het Sticht sterk toe, mede door zijn zwakke financiële beleid.

## Biografie

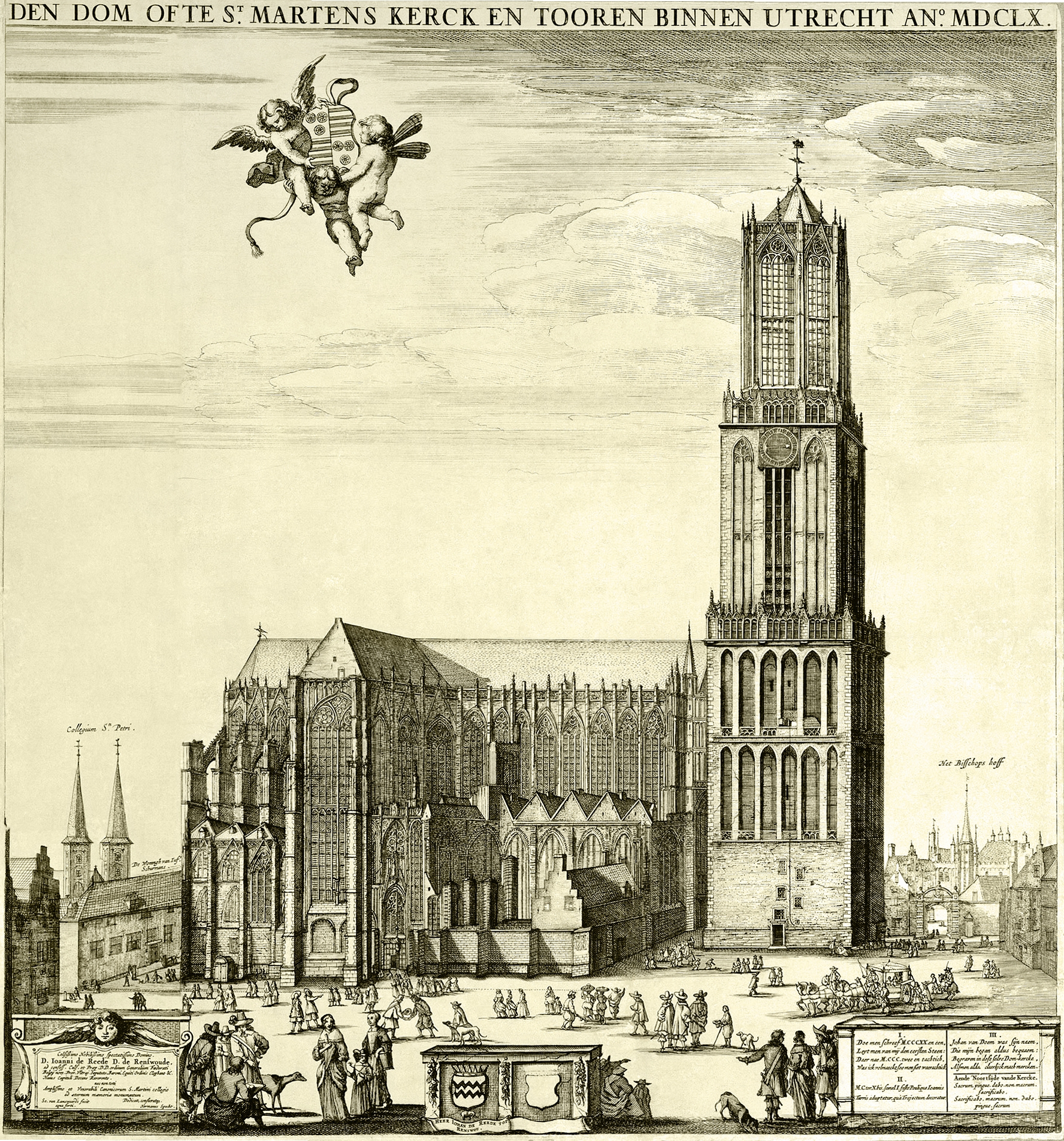
De Dom van Utrecht in 1660

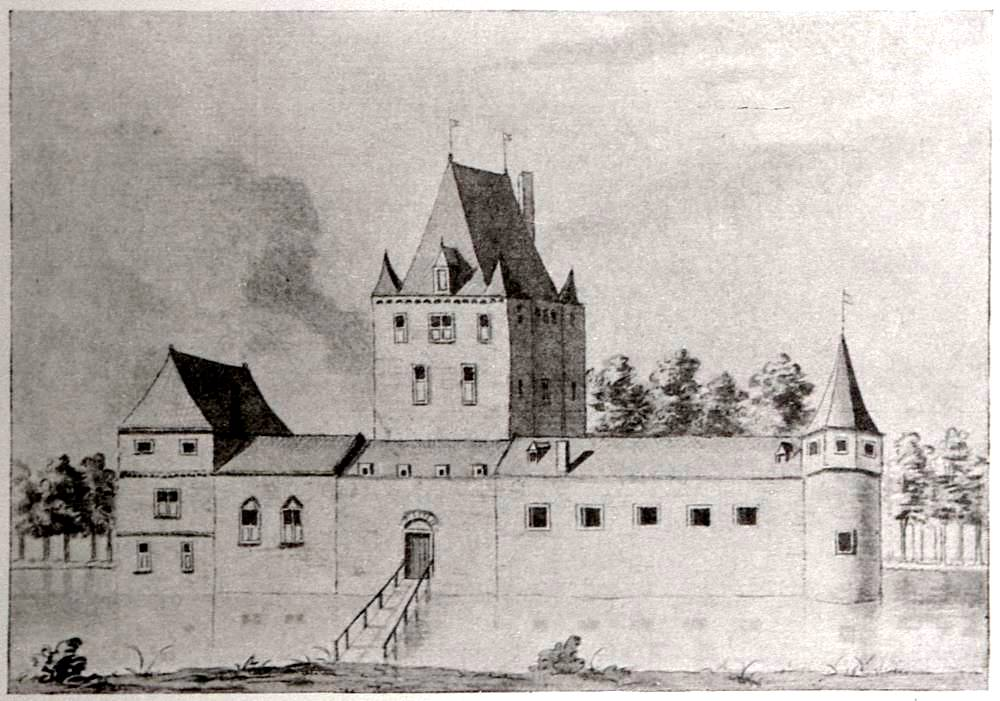
Kasteel Ter Horst ca. 1730

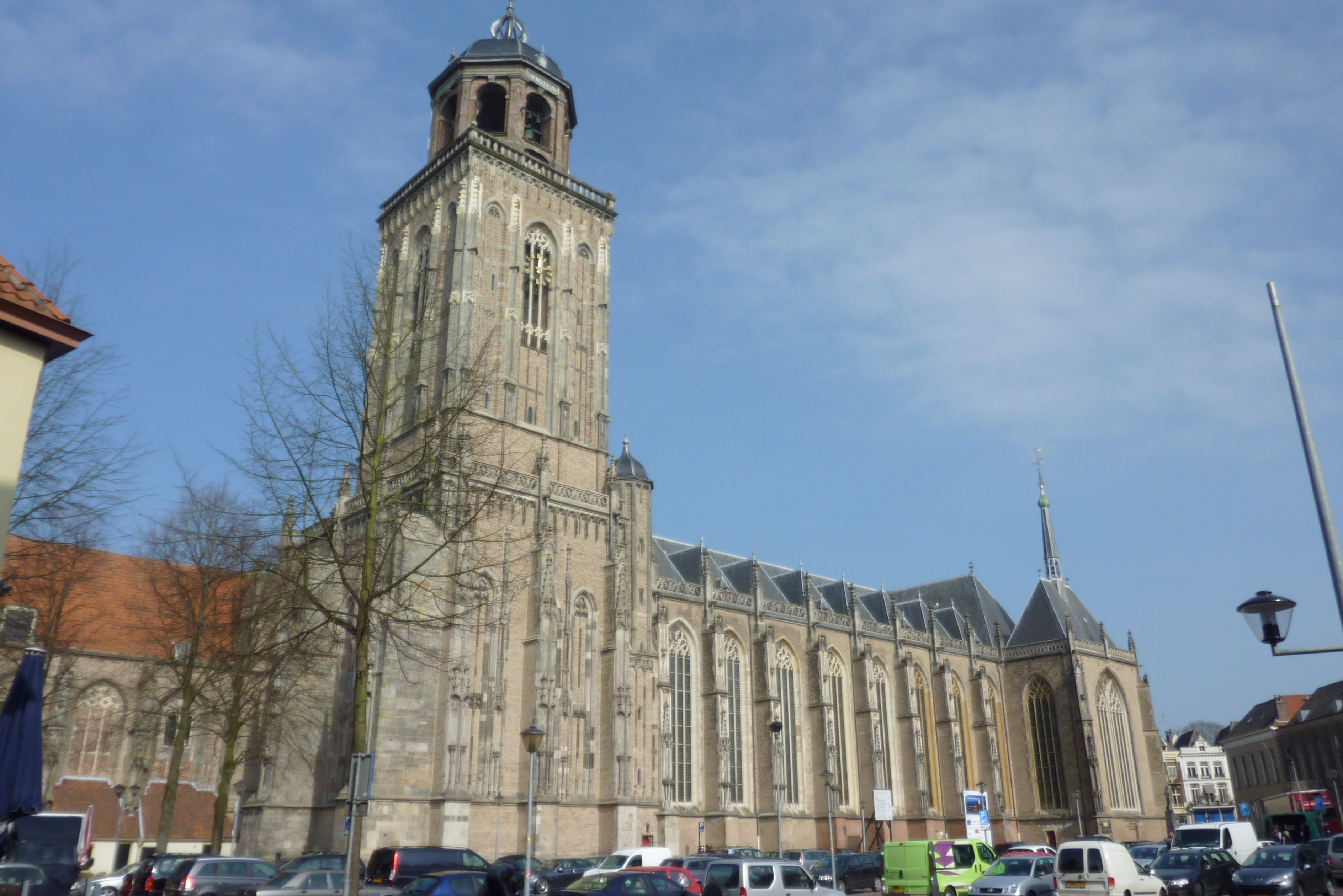
De Grote of Lebuïnuskerk te Deventer

Jan was de zesde zoon van graaf Hendrik II ‘de Rijke’ van Nassau en Machteld van Gelre en Zutphen, de jongste dochter van graaf Otto I van Gelre en Zutphen en Richardis van Beieren. Jan wordt voor het eerst vermeld in een oorkonde uit 1247. Van 1262 tot 1265 was hij aartsdiaken van de Condroz.
Onder invloed van zijn neef graaf Otto II van Gelre werd Jan in 1267 tot opvolger van Hendrik van Vianden gekozen als bisschop van het Sticht Utrecht. Dit ondanks dat Jan geen priester was, en het ook nooit is geworden. Omdat paus Clemens IV (op instigatie van de aartsbisschop van Keulen) het met deze keuze niet eens was, werd Jan nooit tot bisschop gewijd en bleef hij elect. Om deze reden sloot hij zich bij Otto II van Gelre aan toen deze oorlog tegen de aartsbisschop van Keulen voerde, maar Jan kon zijn neef geen essentiële hulp bieden. Want al een jaar na zijn verkiezing overvielen talloze Noord-Hollandse bendes, die zich woedend tegen hun edellieden verzetten, het Sticht, verwoesten vele kastelen en verschenen uiteindelijk voor Utrecht, dat zij met behulp van de poorters bemachtigden, zodat Jan eerst naar Gelre en vervolgens naar het Oversticht moest vluchten. Amersfoort viel hem ook af, en toen de bendes uit Noord-Holland Utrecht in 1268 ontruimden, weigerden de inwoners van de stad, die hij met Gelderse hulp belegerde, hem opnieuw binnen te laten, zodat hij gedwongen was zijn zetel tot 1270 naar Deventer te verleggen. Met behulp van Otto II en Zweder van Beusichem nam hij opnieuw bezit van Amersfoort en Utrecht, maar had om de orde herstellen de hulp van graaf Floris V van Holland nodig, die van deze gelegenheid gebruik maakte om vanaf dat moment een beslissende invloed op het Sticht uit te oefenen. Door het overlijden van Otto II van Gelre in 1271 ontviel Jan zijn belangrijkste steun.
In het westen van het Sticht streefden de heren van Amstel en de heren van Woerden naar een autonome positie tussen Holland en het Sticht, ze aanvaardden opportunistisch iedere hulp. In 1274 zag Gijsbrecht IV van Amstel in de opstand van de Kennemers, Waterlanders en Westfriezen een kans om definitief met Jan af te rekenen. Hij plaatste zich aan het hoofd van de opstandelingen en trok met hen naar Utrecht, waar ze ambachtsgilden aan de macht brachten. Daarna trokken de opstandelingen zich terug. Jan vroeg Floris V om de stad te heroveren en de voormalige bestuursvorm te herstellen. De poging van maarschalk Zweder van Beusichem om de stad te veroveren lukte in september 1276. Hij viel in de dageraad aan, waarna de stad na zware straatgevechten in zijn handen viel. Jan was naar Deventer gevlucht en kon naar de stad Utrecht terugkeren. Twee jaar later was het opnieuw onrustig in de stad, waarop de Zeeuwse edelman Nicolaas van Kats op verzoek van Floris V de stad opnieuw innam.
Ondertussen was Jan echter zo met schulden belast geraakt dat hij in 1276 de burchten Vreeland, Montfoort en Ter Horst – die eigenlijk de grenzen van het Sticht moesten verdedigen – moest verpanden aan zijn leenmannen, Vreeland aan Gijsbrecht IV van Amstel, Montfoort aan Herman VI van Woerden, en Ter Horst aan Jan I van Cuijk. (Jan I van Cuijk was gehuwd met Jutta van Nassau, de zuster van Jan van Nassau.) Dit maakte de elect machteloos en hij had dringend geld nodig. Hij roofde daarom in 1278 uit het dominicanerklooster in Utrecht de opbrengst van de tienden voor de kruistocht, hetgeen hem de eeuwigdurende haat van de kerkelijke autoriteiten opleverde.
Jan riep de hulp van Floris V in, die de elect in 1278 financieel te hulp schoot om de pandsommen te kunnen aflossen. Met het stadsbestuur van Utrecht kwam Floris op 5 september 1278 overeen dat hij de stad met een gemengde raad zou besturen.
Bij de verpanding in 1276 had Gijsbrecht van Amstel bedongen dat hij Vreeland pas een jaar na terugbetaling van de pandsom hoefde terug te geven. Toen Gijsbrecht echter begin 1280 nog altijd weigerde Vreeland aan Jan over te dragen, probeerde de elect eerst, tevergeefs, Vreeland met militaire middelen te veroveren. Daarop sloeg Floris V in mei 1280 het beleg voor Vreeland en nam Gijsbrecht gevangen. Vervolgens trok Floris naar Montfoort en veroverde dat ook. In januari 1281 presenteerde Floris de elect de rekening voor de oorlogshandelingen: 4000 pond voor Amstelland en 2000 pond voor Woerden. Omdat Jan niet over dat bedrag beschikte, verpandde hij deze gebieden aan Floris, die daarmee zijn zeggenschap in Utrecht aanmerkelijk vergrootte. Jan behield wel enige macht in het Oversticht omdat graaf Reinoud I van Gelre zich vooral bezighield met de Limburgse Successieoorlog.
In 1288 schonk Jan, toen hij de herbouw van de in 1248 afgebrande kathedraal te Utrecht ter hand nam, aan de bezoekers ervan een aflaat van 180 dagen.

In 1290 werd Jan door paus Nicolaas IV afgezet op basis van een hele lijst aantijgingen; van zedelijke aard schijnen ze niet geweest te zijn. Jan vestigde zich in Deventer, waar hij op 13 juli 1309 overleed. Hij werd begraven in de Lebuïnuskerk aldaar.

## Bastaardkinderen
Jan verwekte vier kinderen bij een onbekend gebleven vrouw:
1. Johan van Nassau (gesneuveld voor de Nordenberghepoort te Zwolle, 4 juni 1352). Hij huwde eerst met Frieda van Appeldoorn († 4 juli 1350) en daarna met Ermgard ter Oy (vermeld op 4 juni 1352).
2. Jacob van Nassau († 21 maart na 1340). Hij huwde met een zekere Nenta (vermeld als weduwe in 1350). Uit dit huwelijk werd geboren:
  1. Everhard van Nassau († 7 december 1390). Hij was kanunnik te Deventer in 1350 en vicaris in de Sint-Lebuïnuskerk te Deventer.
3. Otto (vermeld te Deventer in 1320).
4. Mechteld († Deventer, 1350). Ze was gehuwd met J. Vrijherte.

## Voorouders
| Voorouders van Jan van Nassau | Voorouders van Jan van Nassau                                                                             | Voorouders van Jan van Nassau                                                                             | Voorouders van Jan van Nassau                                                                             | Voorouders van Jan van Nassau                                                                             | Voorouders van Jan van Nassau                                                                             | Voorouders van Jan van Nassau                                                                             | Voorouders van Jan van Nassau                                                                             | Voorouders van Jan van Nassau                                                                             |
| ----------------------------- | --- | --- | --- | --- | --- | --- | --- | --- |
| Betovergrootouders            | Rupert I van Laurenburg (?–1154) ⚭ vóór 1135 Beatrix van Limburg (?–na 1164)                              | ? (?–?) ⚭ ? (?–?)                                                                                         | ? (?–?) ⚭ ? (?–?)                                                                                         | ? (?–?) ⚭ ? (?–?)                                                                                         | Gerhard II van Gelre (?–1131) ⚭ 1115/17 Ermgard van Zutphen (?–na 1134)                                   | Lodewijk II van Arnstein (?–?) ⚭ Udilhildis (?–na 1139)                                                   | Otto IV van Wittelsbach (?–1156) ⚭ Heilika van Pettendorf (?–1170)                                        | Lodewijk I van Loon (1125/30–1171) ⚭ Agnes van Metz (?–vóór 1180)                                         |
| Overgrootouders               | Rupert II van Laurenburg ? (?–1158) ⚭ ? (?–?)                                                             | Rupert II van Laurenburg ? (?–1158) ⚭ ? (?–?)                                                             | ? (?–?) ⚭ ? (?–?)                                                                                         | ? (?–?) ⚭ ? (?–?)                                                                                         | Hendrik I van Gelre en Zutphen (ca. 1117–1182) ⚭ ca. 1135 Agnes van Arnstein (?–vóór 1179)                | Hendrik I van Gelre en Zutphen (ca. 1117–1182) ⚭ ca. 1135 Agnes van Arnstein (?–vóór 1179)                | Otto I van Beieren (?–1183) ⚭ ca. 1157 Agnes van Loon (?–1191)                                            | Otto I van Beieren (?–1183) ⚭ ca. 1157 Agnes van Loon (?–1191)                                            |
| Grootouders                   | Walram I van Nassau (ca. 1146–1198) ⚭ Kunigunde (?–1198)                                                  | Walram I van Nassau (ca. 1146–1198) ⚭ Kunigunde (?–1198)                                                  | Walram I van Nassau (ca. 1146–1198) ⚭ Kunigunde (?–1198)                                                  | Walram I van Nassau (ca. 1146–1198) ⚭ Kunigunde (?–1198)                                                  | Otto I van Gelre en Zutphen (?–1207) ⚭ ca. 1185 Richardis van Beieren (?–1231)                            | Otto I van Gelre en Zutphen (?–1207) ⚭ ca. 1185 Richardis van Beieren (?–1231)                            | Otto I van Gelre en Zutphen (?–1207) ⚭ ca. 1185 Richardis van Beieren (?–1231)                            | Otto I van Gelre en Zutphen (?–1207) ⚭ ca. 1185 Richardis van Beieren (?–1231)                            |
| Ouders                        | Hendrik II ‘de Rijke’ van Nassau (ca. 1180–1247/50) ⚭ vóór 1215 Machteld van Gelre en Zutphen (?–na 1247) | Hendrik II ‘de Rijke’ van Nassau (ca. 1180–1247/50) ⚭ vóór 1215 Machteld van Gelre en Zutphen (?–na 1247) | Hendrik II ‘de Rijke’ van Nassau (ca. 1180–1247/50) ⚭ vóór 1215 Machteld van Gelre en Zutphen (?–na 1247) | Hendrik II ‘de Rijke’ van Nassau (ca. 1180–1247/50) ⚭ vóór 1215 Machteld van Gelre en Zutphen (?–na 1247) | Hendrik II ‘de Rijke’ van Nassau (ca. 1180–1247/50) ⚭ vóór 1215 Machteld van Gelre en Zutphen (?–na 1247) | Hendrik II ‘de Rijke’ van Nassau (ca. 1180–1247/50) ⚭ vóór 1215 Machteld van Gelre en Zutphen (?–na 1247) | Hendrik II ‘de Rijke’ van Nassau (ca. 1180–1247/50) ⚭ vóór 1215 Machteld van Gelre en Zutphen (?–na 1247) | Hendrik II ‘de Rijke’ van Nassau (ca. 1180–1247/50) ⚭ vóór 1215 Machteld van Gelre en Zutphen (?–na 1247) |